# Doação
Doação é o ato de dar um bem próprio a outra pessoa, geralmente alguém necessitado, ou a uma instituição.
Nas cidades, é comum as prefeituras organizarem campanhas de doação, assim como as empresas, os cidadãos e qualquer instituição em geral.
Geralmente, o dinheiro é encaminhado para órgãos como ONGs, igrejas, escolas públicas e fundações sem fins lucrativos. Além do dinheiro, outras doações também podem ser feitas, como imóveis, obras de arte, jóias, etc.
No passado, a Igreja católica foi beneficiária de inúmeras doações feitas por devotos em seus testamentos. Em países como os Estados Unidos, é mais difundida ainda hoje a cultura de se fazer doações de vulto, geralmente a fundações ou outras instituições beneficentes.
Um exemplo de uma fundação sem fins lucrativos que se mantém por meio de doações é a Wikipédia.
Na Idade Média, a doação poderia ocorrer sob a forma de dote por ocasião do casamento da filha de um rei ou como recompensa por serviços prestados no âmbito dos laços de vassalagem, por exemplo, o auxílio na guerra. Assim aconteceu com a doação do Condado Portucalense feita por D. Afonso VI ao Conde D. Henrique de Borgonha, quando este casa com a filha ilegítima dele, rei de Leão, D. Teresa, como recompensa por "serviços" prestados na luta contra os mouros.
A independência obtida pelo filho do Conde D. Henrique, D. Afonso Henriques (que se tornaria o primeiro rei de Portugal), configura um rompimento dos laços de vassalagem a que estava vinculado.
Atualmente, a Internet também ajuda a potencializar doações, e serviços como PayPal, PagSeguro, PicPay, Pix e F2b permitem que sites recebam doações para manterem seu serviço. São blogs, serviços comunitários, entre outros.
O Pix tem se tornado cada vez mais presente em campanhas de doação em programas televisivos e pelas redes sociais. Em 2021, o projeto Criança Esperança, uma parceria da Rede Globo, Unesco e Fundação Roberto Marinho, utilizou chaves de Pix como um dos meios para efetuar doações a campanha.
Em espaços televisivos também há a presença do QR Code, exibidos eletronicamente nas telas dos televisores. Ao apontar a câmera do celular ao código, o aparelho é direcionado a transferência por Pix e o doador pode escolher o valor que deseja contribuir a iniciativa anunciada. 

## Contrato de doação
É o contrato em que uma pessoa por liberalidade, transfere do seu patrimônio, bens ou vantagens para o de outra, que os aceita. Para que seja válida, além dos requisitos gerais reclamados por qualquer negócio jurídico, é imprescindível o preenchimento de outros, especiais:
1. Requisito subjetivo, isto é, a capacidade ativa e passiva dos contraentes;
2. Requisito objetivo, pois para ter validade a doação precisará ter por objeto coisa que esteja no comércio;
3. Liceidade (licitude, o que é lícito) e determinabilidade;
4. Requisito formal, visto ser a doação um contrato solene, pois lhe é imposta uma forma que deverá ser observada, sob pena de não valer o contrato.

## Doação universal de bens
Doação universal de bens é todo o patrimônio doado a terceiro sem que fiquem com nenhuma reserva para sua sobrevivência opcional. Com isso, o Código Civil brasileiro prevê restrições à disposição do patrimônio jurídico.
Conforme o autor Luiz Édson Fachin, essa hipótese que, obstando a auto-redução à pobreza, prevendo limites pessoais de caráter à liberdades inter vivos. A nulidade da doação traduz essa contestação como ubíqua e indecisa, óbice à prodigalidade. Mas ainda, a invalidação está além da criação de obstáculo à dilapidação patrimonial.
Conforme o autor, em uma série de norma que objetiva a proteção do patrimônio e a regulamentação do trânsito jurídico dos bens, mediante contratos, o legislador inseriu regra que pode tutelar, de alguma forma, a pessoa do doador. Ao afirmar nula a doação universal dos bens, sem reserva de parte ou de renda que garanta a subsistência do doador, a lei pode ter como objetivo a proteção da pessoa. Pode ser proteção de menor escala, mas é indicativo interessante e fértil para o exame na garimpagem de sentidos, inclusive à luz da formação histórica do preceito obstativo.
O Código Civil artigo art. 548 considera nula a doação de todos os bens sem reserva de parte, ou renda suficiente para subsistência do doador. No caso, não haverá restrição se a pessoa tiver alguma fonte de renda ou reserva para si, o usufruto dos referidos bens ou de parte deles, pois o legislador não permite a doação universal sem que tenha uma reserva necessária para assegurar a sua sobrevivência.
Essa vedação visa proteger o indivíduo de liberdade tão ampla, evitando que fiquem na pobreza, e um meio de proteger a sociedade até de fraudes contra credores. Essa nulidade recai sobre a totalidade dos bens, e a regra serve para todas as pessoas, não importa o nível social.

## Doação de sangue
A doação de sangue é o processo pelo qual um doador voluntário tem seu sangue coletado para armazenamento em um banco de sangue ou hemocentro para um uso subsequente em uma transfusão de sangue. Trata-se de um processo de fundamental importância para o funcionamento de um hospital ou centro de saúde.

## Doação de órgãos e tecidos
A doação de órgãos e tecidos é um ato pelo qual manifestamos a vontade de doar uma ou mais partes do nosso corpo para ajudar no tratamento de outras pessoas. A doação pode ser de órgãos (rim, fígado, coração, pâncreas e Pulmão) ou de tecidos (córnea, pele, ossos, válvulas, tecidos, medula óssea e sangue de cordão umbilical). A doação de órgãos como o rim, parte do fígado e da medula óssea pode ser feita em vida.